# Asia Series
Le Asia Series sono state una manifestazione intercontinentale originariamente rivolta ai migliori club di baseball dei maggiori campionati asiatici, ma successivamente aperta anche ai club dell'Oceania e dell'Europa. Deve il nome dal formato originale del torneo, che prevedeva l'accesso solo alle squadre campioni di sole competizioni asiatiche: il campionato giapponese, quello coreano, quello cinese e quello di Taiwan. Per aumentare il respiro della competizione, dal 2011 è ammessa anche la squadra campione d'Australia e dal 2013 la squadra campione della Coppa Europa.
La manifestazione si è disputata annualmente dal 2005, ad eccezione delle edizioni 2009 e 2010, che non furono disputate. L'edizione 2013 è stata l'ultima ad essere organizzata.

## Struttura del torneo

### Formato attuale
Il formato più recente a 6 squadre prevedeva un primo raggruppamento in due gironi all'italiana da 3 squadre ciascuno; ognuna gioca un solo incontro con le altre dello stesso girone e le migliori 2 squadre a girone accedono alla fase finale. Questa prevede due semifinali e una finale disputate in singole gare a eliminazione diretta, che decretano il campione del torneo. Non è prevista una finale per il 3º posto.

### Precedenti formati
Il formato originale a 4 squadre prevedeva il raggruppamento in un unico girone con gare di sola andata. Le due migliori squadre accedevano alla finale, disputata in gara secca.
Il primo anno di ammissione dei campioni australiani (2011) non ha visto la partecipazione di quelli cinesi, mantenendo il formato inalterato. L'anno successivo (2012) le squadre sono state portate a 6 invitando (oltre le 5 ammesse di diritto) la squadra legata allo stadio che ha ospitato il torneo. Il formato di quest'anno era del tutto simile a quello attuale, tranne per l'accesso alla fase finale, che veniva garantito solo alle squadre vincitrici del proprio girone.

## Risultati finali
| Anno | Ospitante     |                              | Vittorie | Risultato                    | Finali perse                              |  | MVP |
| 2005 | Giappone      | Chiba Lotte Marines          | 5–3      | Samsung Lions                | Benny Agbayani (Chiba Lotte Marines)      |  |     |
| 2006 | Giappone      | Hokkaido Nippon-Ham Fighters | 1–0      | La New Bears                 | Yū Darvish (Hokkaido Nippon-Ham Fighters) |  |     |
| 2007 | Giappone      | Chunichi Dragons             | 6–5      | SK Wyverns                   | Hirokazu Ibata (Chunichi Dragons)         |  |     |
| 2008 | Giappone      | Saitama Seibu Lions          | 1–0      | Uni-President 7-Eleven Lions | Tomoaki Satoh (Saitama Seibu Lions)       |  |     |
| 2011 | Taiwan        | Samsung Lions                | 5–3      | Fukuoka SoftBank Hawks       | Won-Sam Jang (Samsung Lions)              |  |     |
| 2012 | Corea del Sud | Yomiuri Giants               | 6–3      | Lamigo Monkeys               | Hayato Sakamoto (Yomiuri Giants)          |  |     |
| 2013 | Taiwan        | Canberra Cavalry             | 14–4     | Uni-President 7-Eleven Lions | Jack Murphy (Canberra Cavalry)            |  |     |

## Edizioni vinte per squadra
| Squadra                      | Vittorie | Secondi posti | Partecipazioni | Anni vittorie | Anni finali perse | Partite vinte | Partite perse | % vinte. |
| Samsung Lions                | 1        | 1             | 5              | 2011          | 2005              | 9             | 7             | .563     |
| Chiba Lotte Marines          | 1        | 0             | 1              | 2005          |                   | 4             | 0             | 1.000    |
| Hokkaido Nippon-Ham Fighters | 1        | 0             | 1              | 2006          |                   | 4             | 0             | 1.000    |
| Yomiuri Giants               | 1        | 0             | 1              | 2012          |                   | 3             | 0             | 1.000    |
| Chunichi Dragons             | 1        | 0             | 1              | 2007          |                   | 3             | 1             | .750     |
| Saitama Seibu Lions          | 1        | 0             | 1              | 2008          |                   | 3             | 1             | .750     |
| Canberra Cavalry             | 1        | 0             | 1              | 2013          |                   | 3             | 1             | .750     |
| Lamigo Monkeys1              | 0        | 2             | 2              |               | 2006, 2012        | 4             | 3             | .571     |
| Uni-President 7-Eleven Lions | 0        | 2             | 4              |               | 2008, 2013        | 6             | 8             | .429     |
| Fukuoka SoftBank Hawks       | 0        | 1             | 1              |               | 2011              | 3             | 1             | .750     |
| SK Wyverns                   | 0        | 1             | 2              |               | 2007              | 5             | 2             | .714     |
| Tohoku Rakuten Golden Eagles | 0        | 0             | 1              |               |                   | 2             | 1             | .667     |
| Lotte Giants                 | 0        | 0             | 1              |               |                   | 1             | 1             | .500     |
| EDA Rhinos2                  | 0        | 0             | 2              |               |                   | 1             | 4             | .200     |
| China Stars                  | 0        | 0             | 4              |               |                   | 0             | 11            | .000     |
| Perth Heat                   | 0        | 0             | 2              |               |                   | 0             | 5             | .000     |
| Fortitudo Baseball Bologna   | 0        | 0             | 1              |               |                   | 0             | 2             | .000     |
| Tianjin Lions                | 0        | 0             | 1              |               |                   | 0             | 3             | .000     |

- 1: Partecipò nel 2006 col vecchio nome La New Bears
- 2: Partecipò nel 2005 col vecchio nome Sinon Bulls

## Medagliere per nazione
| Nazione | Vittorie | Secondi posti | Partecipazioni | Anni vittorie                | Anni finali perse      |
| (NPB)   | 5        | 1             | 7              | 2005, 2006, 2007, 2008, 2012 | 2011                   |
| (KBO)   | 1        | 2             | 7              | 2011                         | 2005, 2007             |
| (ABL)   | 1        | 0             | 3              | 2013                         |                        |
| (CPBL)  | 0        | 4             | 7              |                              | 2006, 2008, 2012, 2013 |
| (CBL)   | 0        | 0             | 5              |                              |                        |
| (EC)    | 0        | 0             | 1              |                              |                        |